# 獅子座45
獅子座45，又名BD+10 2152，HD 90569、SAO 99136、HR 4101，是獅子座的一颗恒星，视星等为6.04，位于銀經233.13，銀緯51.94，其B1900.0坐标为赤經10h 22m 22s，赤緯+10° 51.94′ 20″。